# 西米沢駅
西米沢駅（にしよねざわえき）は、山形県米沢市直江町にある、東日本旅客鉄道（JR東日本）米坂線の駅である。

## 歴史
- 1926年（大正15年）9月28日：米坂線米沢 - 今泉間開通と共に開業[2][3]。
- 1960年（昭和35年）12月20日：貨物の取り扱いを廃止[2]。
- 1982年（昭和57年）11月15日：荷物の扱いを廃止[4]。駅員無配置駅となり[3][5]、簡易委託化。交換設備（旧下り線）撤去[6]。
- 1987年（昭和62年）4月1日：国鉄分割民営化により、JR東日本の駅となる[2]。
- 1993年（平成5年）：簡易委託中止、無人化。
- 2014年（平成26年）3月18日：改築駅舎の供用を開始[7][8][9]。
- 2024年（令和6年）10月1日：えきねっとQチケのサービスを開始[1][10]。

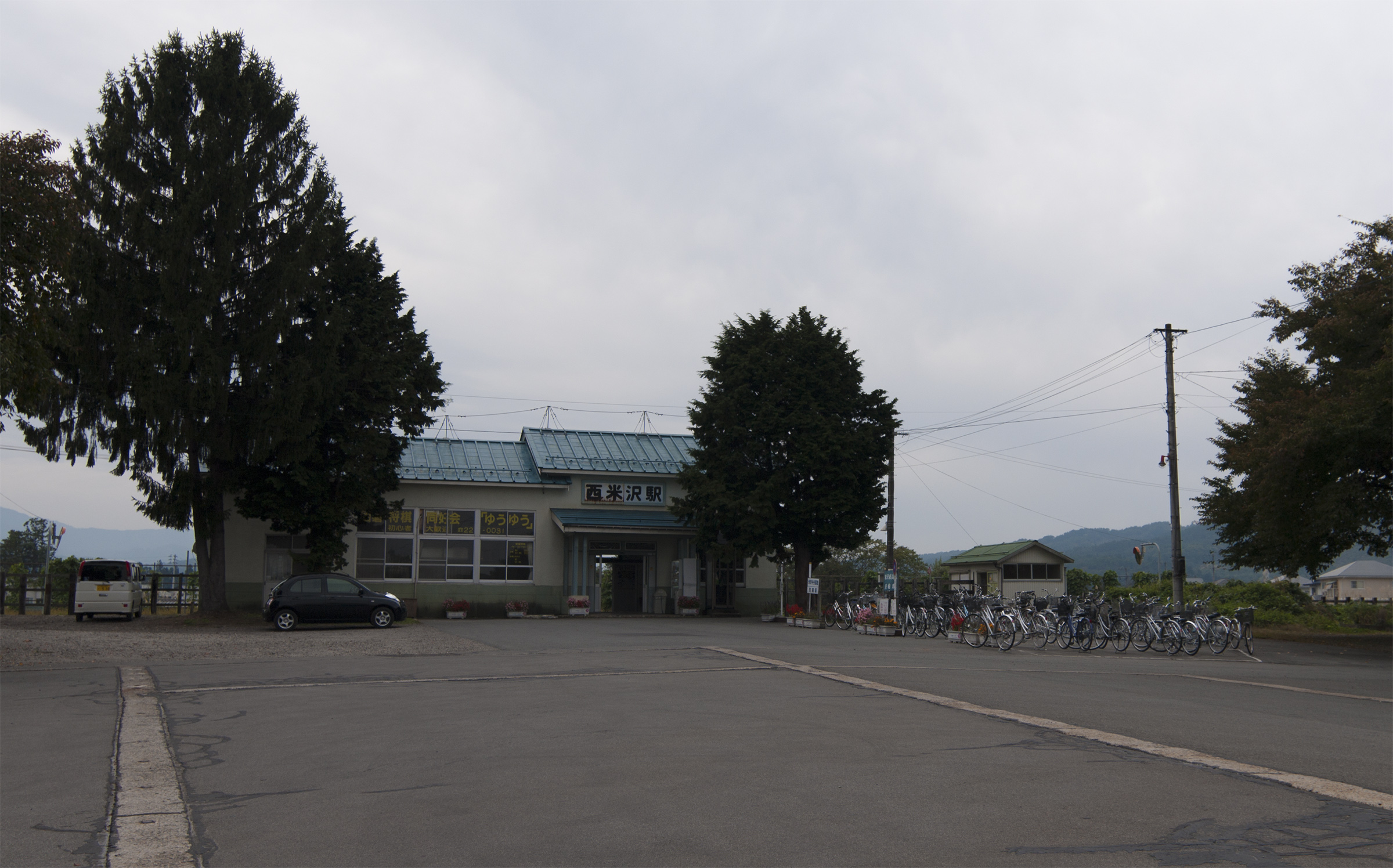
旧駅舎（2010年10月）
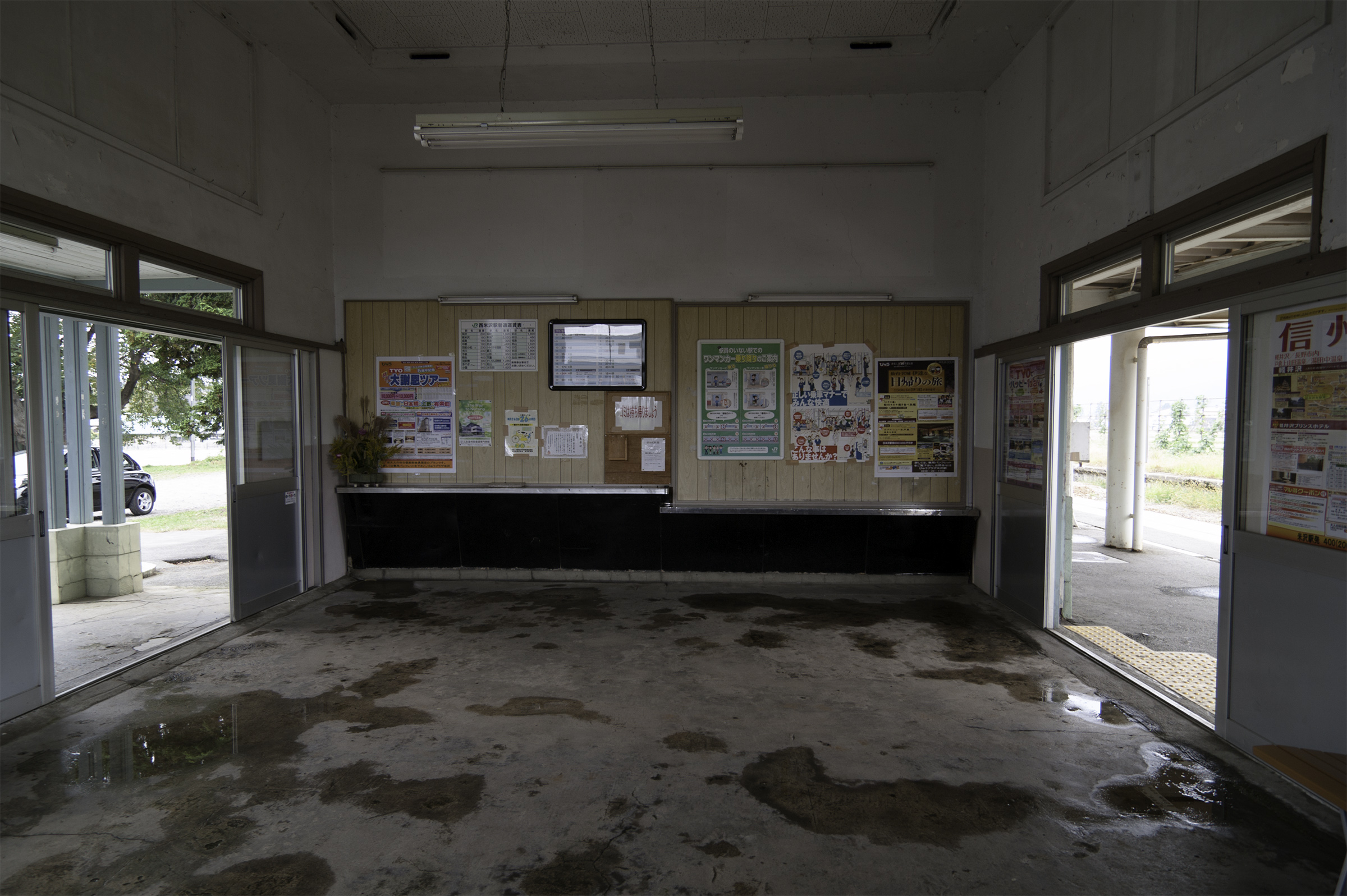
旧駅舎内（2010年10月）

## 駅構造
単式ホーム1面1線を有する地上駅である。かつては相対式ホーム2面2線の列車交換可能駅だった。
山形統括センター（米沢駅）管理の無人駅である。1993年（平成5年）に簡易委託が中止された後でも、契約の関係でキヨスクが営業していた。

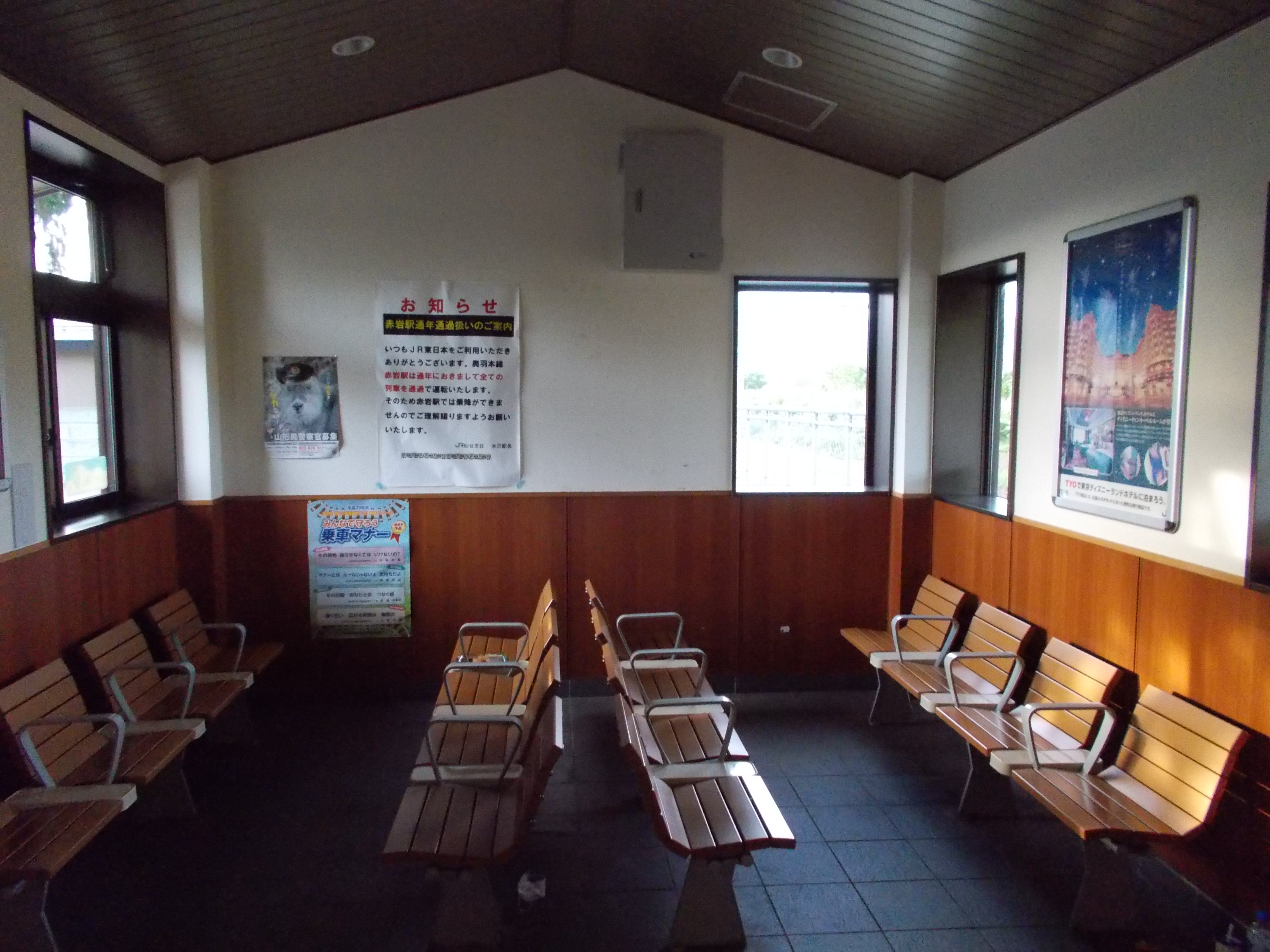
駅舎内（2018年8月）
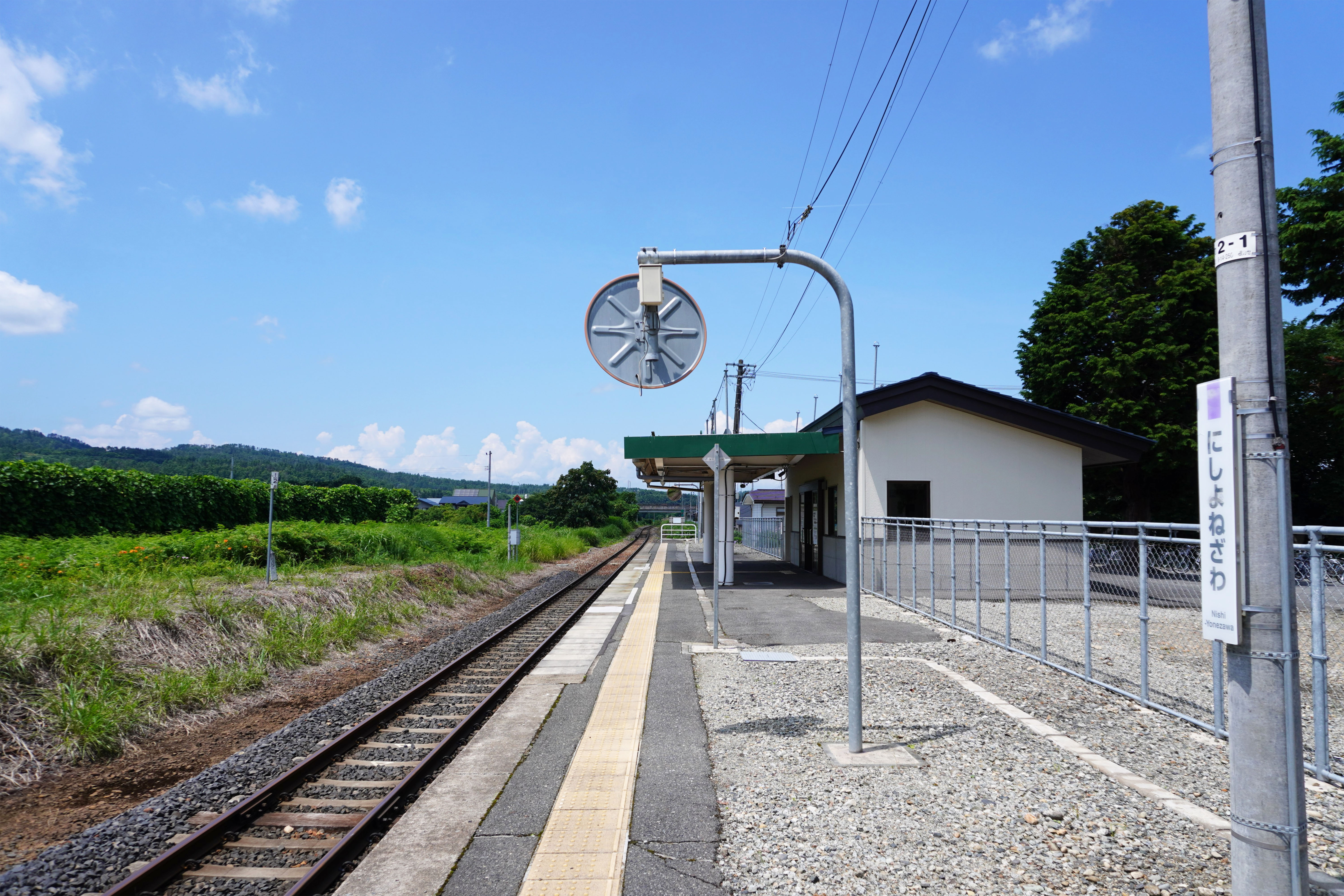
ホーム（2023年7月）

## 利用状況
「山形県の鉄道輸送」によると、2000年度（平成12年度）- 2004年度（平成16年度）の1日平均乗車人員の推移は以下のとおりであった。
| 乗車人員推移       | 乗車人員推移     | 乗車人員推移 |
| 年度               | 1日平均 乗車人員 | 出典         |
| ------------------ | ---------------- | ------------ |
| 2000年（平成12年） | 220              | [ 11 ]       |
| 2001年（平成13年） | 192              | [ 11 ]       |
| 2002年（平成14年） | 203              | [ 11 ]       |
| 2003年（平成15年） | 220              | [ 11 ]       |
| 2004年（平成16年） | 245              | [ 11 ]       |

## 駅周辺
- 山形県道153号西米沢停車場線
- 法音寺
- 米沢藩主上杉家墓所
- 米沢市立西部小学校
- ドン・キホーテ 米沢店
- ヨークベニマル 成島店
- 米沢信用金庫 御廟支店

## 隣の駅
東日本旅客鉄道（JR東日本）
■米坂線
南米沢駅 - 西米沢駅 - 成島駅